# Ангел Цветков
Ангел Цветков Филипов е политик от БКП (член на ЦК), деец на ОФ (заместник-председател и секретар на НС).

## Биография
Роден е на 5 ноември 1922 г. в софийското село Априлово. От 1938 г. е член на РМС, а от 1944 г. и на БКП. За комунистическа дейност е осъден на 15 години затвор. След 9 септември 1944 г. става сътрудник на Околийския комитет на БКП в Новоселци. След това е инструктор на Областния комитет на БКП в София и първи секретар на Околийския комитет на БКП в Елин Пелин. Завършил е Висшата партийна школа при ЦК на КПСС в Москва, а през 1966 г. и задочно Висшия селскостопански институт „Георги Димитров“. От 1964 г. е председател на ИК на Окръжния народен съвет, а от 1969 г. е първи секретар на Окръжния комитет на БКП в София. През 1972 г. е назначен за секретар на Националния съвет на ОФ, а от 1977 е заместник-председател на същия съвет. От 1971 до 1981 г. е кандидат-член на ЦК на БКП, а от 1981 до 1990 г. и член на ЦК на БКП. Член е на Централния съвет на Българските професионални съюзи. Награждаван е с орден „Георги Димитров“..